# Simušir
Simušir (in russo Симушир; in giapponese 新知島, Shimushiru-tō) è un'isola russa che fa parte dell'arcipelago delle Isole Curili ed è situata tra il Mare di Ochotsk e l'Oceano Pacifico settentrionale. Amministrativamente fa parte del Kuril'skij rajon dell'oblast' di Sachalin, nel Circondario federale dell'Estremo Oriente. Il suo nome viene dalla lingua ainu e significa "isola lunga". L'isola è disabitata.

## Geografia

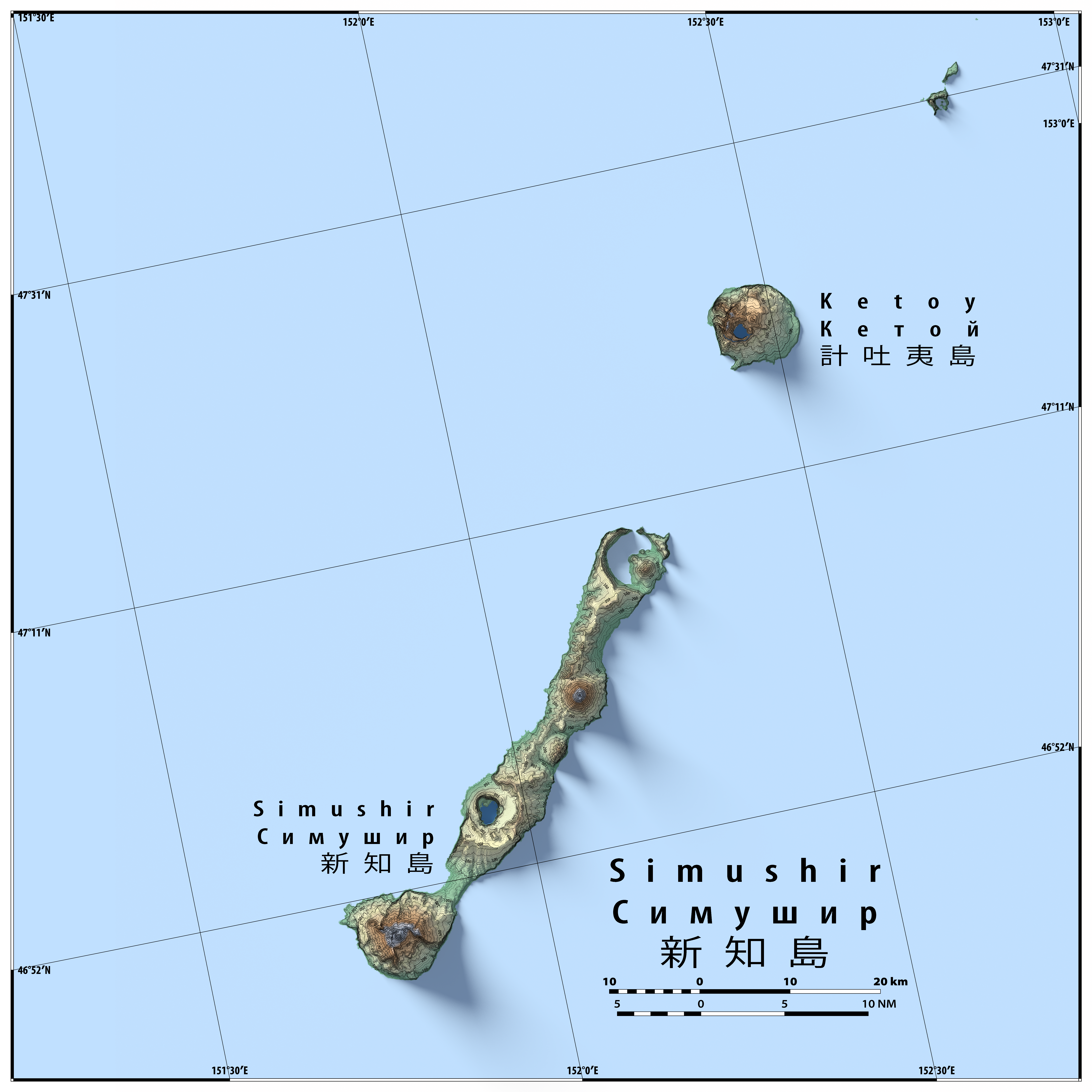
Mappa con le isole vicine

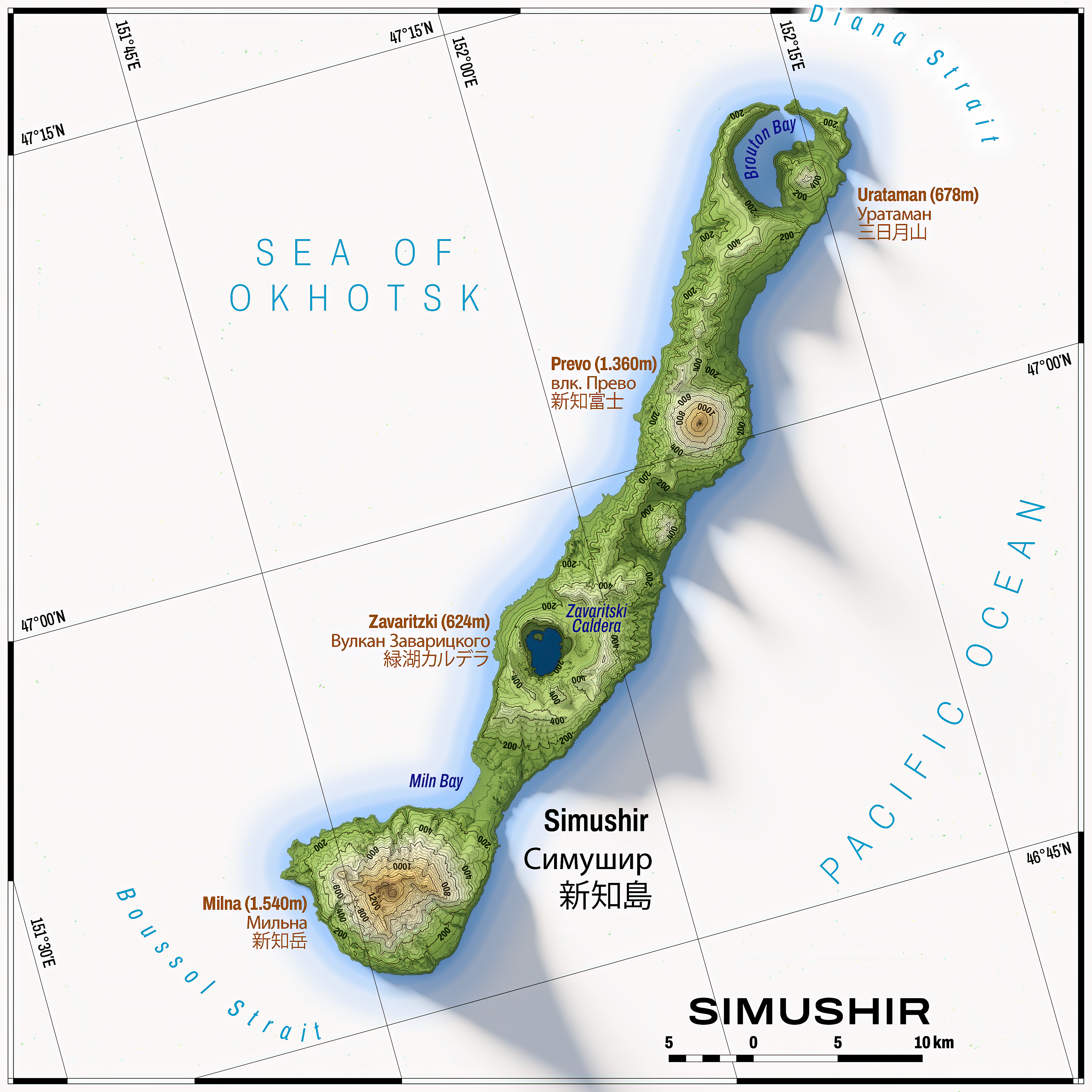
Mappa dettagliata de Simušir

Simušir si trova nella parte centrale delle isole Curili. Lo stretto di Diana (пролив Дианы) la separa da Ketoj (20 km a nord-est), mentre a sud-ovest, al di là dello stretto di Bussol' (пролив Буссоль), a 69 km, si trovano le isole Čërnye Brat'ja e Broutona.
L'isola è molto allungata, misura 59 m. di lunghezza e ha una larghezza massima di 12–13 km; la sua superficie è di 227,6 km². Il punto più alto dell'isola (all'estremità meridionale) è il monte Mil'na (гора Мильна) con la sua altezza di 1.539 m.; l'isola conta cinque vulcani, di cui tre sono attivi. La parte settentrionale dell'isola è costituita da una baia formatasi in una caldera: la baia di Broughton (бухта Броутона), che ha una stretta apertura verso nord, profonda solo 2,5 m., mentre la baia sprofonda fino a 240 m. al centro. Nella parte centrale il lago Birjuzovoe (озеро Бирюзовое; "lago turchese") riempie la caldera del vulcano Zavarickogo.

## I vulcani
- Uratman (вулкан Уратман; in giapponese 三日月山, Mikazuki-yama), un vulcano somma[2] che si affaccia sulla baia di Broughton, a nord dell'isola, alto 678 m.
- Prevo (вулкан Прево; in giapponese 新知富士, Shimushiro-Fuji), uno stratovulcano attivo, alto 1.360 m, si trova nella parte centro-settentrionale. Deve il suo nome giapponese alla sua somiglianza con il Fuji[3]. Sono note due eruzioni in tempi storici: la maggiore intorno al 1760 e la più recente nella prima metà del XIX secolo[3] (1820?)[4].
- Zavarickogo (вулкан Заварицкого; in giapponese 緑湖カルデラ, Midori-kokaru-dake), alto 625 m, formato da tre caldere sovrapposte che contengono un lago d'acqua dolce, il Birjuzovoe (озеро Бирюзовое; "lago turchese"). Sono state registrate eruzioni nel 1916, 1931[5] e 1957[4].
- Milna (гора Мильна; in giapponese 新知岳, Shimushiro-dake), un vulcano somma[6] nella parte più meridionale, che con la sua altezza di 1.539 m è il punto più alto dell'isola.
- Gorjaščaja Sopka (Горящая Сопка; in giapponese 焼山, Yakeyama), uno stratovulcano alto 873 m[7], situato a nord-ovest del Milna, nella parte meridionale dell'isola. Attività eruttive registrate nel 1842, 1849, 1881, 1883, 1914(?), 1944(?)[4].

## Clima
A dispetto della latitudine temperata, la forte corrente Oyashio determina sull'isola un clima subartico (secondo la classificazione dei climi di Köppen) freddo e molto umido, che si qualifica quasi come un clima polare, che ci si aspetterebbe solo a latitudini di circa 20 gradi, o 2.200 chilometri, più a nord. Gli inverni sono solo moderatamente gravi e non c'è permafrost in quanto la temperatura media annuale è di circa 2,8 °C, e non scende mai sotto i -16 °C. I venti, tuttavia, che in media d'inverno soffiano a 43 km/h, fanno percepire un freddo molto più intenso. Le estati sono miti, ma estremamente nebbiose. Il numero di ore di sole annue è inferiore a 1.100 e le giornate limpide sono estremamente rare in qualunque periodo dell'anno.

## Flora e fauna
I pendii delle montagne sono ricoperti di Pinus pumila, ontano e betulla; ci sono macchie di arbusti sempreverdi ed è presente la Rhodiola rosea.
Ci sono molte foche, colonie del leone marino di Steller e della lontra di mare. Sono presenti piccoli roditori e volpi.

## Storia

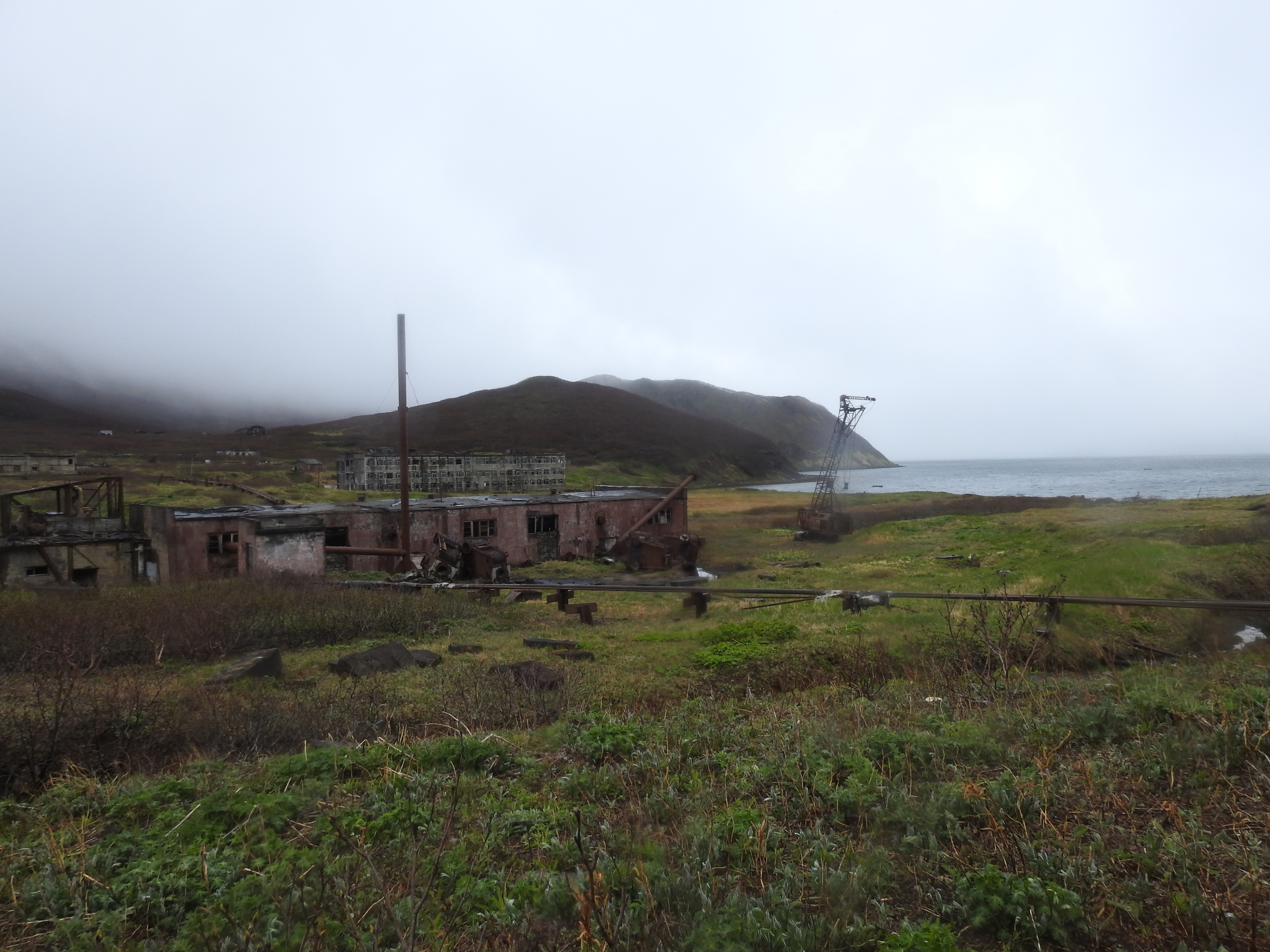
Resti della base militare sovietica nella baia di Brouton

Simušir era abitata dal popolo degli Ainu al momento del contatto con gli europei. L'isola appare su una mappa ufficiale dei territori del clan Matsumae, un dominio feudale del periodo Edo in Giappone (1644), domini confermati ufficialmente dallo shogunato Tokugawa nel 1715.
L'esploratore russo Gerasim Grigor'evič Izmajlov è stato abbandonato su Simušir nel 1771 e trascorse un anno intero vivendo di frutti di mare, erbe e radici.
La sovranità passò all'Impero russo, in base ai termini del Trattato di Shimoda nel 1855, poi all'Impero giapponese (nel 1875) con il Trattato di San Pietroburgo, insieme al resto delle isole Curili. Amministrativamente l'isola faceva parte della sottoprefettura di Nemuro, nella prefettura di Hokkaidō.
I coloni sull'isola si dedicavano alla pesca, all'allevamento della volpe artica e della renna. Durante la seconda guerra mondiale, la popolazione civile è stato evacuata sulle isole del Giappone e Simušir fu presidiata da un distaccamento dall'Esercito Imperiale Giapponese. Fu consegnata senza resistenza alle forze sovietiche durante le operazioni di sbarco sulle Kurili (Курильская десантная операция).
Sotto l'Unione Sovietica, la baia di Broughton è stata utilizzata dalla marina militare come base sottomarina segreta tra il 1987 e il 1994, e aveva una popolazione di circa 3000 persone. I resti della base possono essere visti chiaramente nelle immagini satellitari. Attualmente l'isola fa parte della Federazione Russa.